# جون بينو
جون بينو (بالإنجليزية: John Pino)‏ هو سياسي أمريكي، ولد في 12 يوليو 1931 في ماونت هوب في الولايات المتحدة. حزبياً، نشط في الحزب الديمقراطي.